# Stlegicottus xenogrammus
Stlegicottus xenogrammus és una espècie de peix pertanyent a la família dels còtids i l'única del gènere Stlegicottus.

## Hàbitat
És un peix marí i batidemersal que viu fins als 494 m de fondària.

## Distribució geogràfica
Es troba al nord de l'illa Rat (mar de Bering).

## Observacions
És inofensiu per als humans.